# CAMM (Lenkwaffe)
CAMM (Common Anti-Air Modular Missile) ist ein durch das europäische Rüstungsunternehmen MBDA für Großbritannien entwickeltes Luftverteidigungssystem. Die Marinevariante nennt sich Sea Ceptor.
An Land ist CAMM bei der britischen Armee als Land Ceptor bekannt, und das gesamte landgestützte Luftverteidigungssystem nennt sich Sky Sabre.

## Technik
Das Flug- und Raketenabwehr-System übernimmt Komponenten der Luft-Luft-Lenkwaffe ASRAAM und besitzt einen aktiven Radarsuchkopf. In einer späteren Phase könnte die Lenkwaffe auch die ASRAAM ersetzen.
Im Jahr 2011 erfolgte der erste Start ab einem Lastwagen mit einem „Cold Launch“, das heißt, die Rakete wird pneumatisch aus ihrem Container ausgestoßen, bevor ihr Marschtriebwerk zündet. In der Standard-Variante beträgt die Reichweite bis 25 Kilometer, in der Variante CAMM-ER (extended range) wird die Reichweite durch Booster vergrößert. Das Waffensystem, das den Flugkörper CAMM-ER nutzt, wird vom Hersteller unter dem Namen Albatros NG vermarktet.
Komponenten des Schiff-Systems werden seit 2015 in Fregatten der Duke-Klasse (Type 23) der Royal Navy anstelle der Sea Wolf nachgerüstet und sollen auch in die zukünftige City-Klasse (Type 26) verbaut werden.

## Kriegseinsatz
Der erste Kriegseinsatz der CAMM erfolgte während der Krise am Roten Meer. Dabei schoss die britische Fregatte HMS Richmond (F239) am 9. März 2024 zwei unbemannte Luftfahrzeuge der Huthi mit CAMM-Lenkflugkörpern ab.

## Bilder

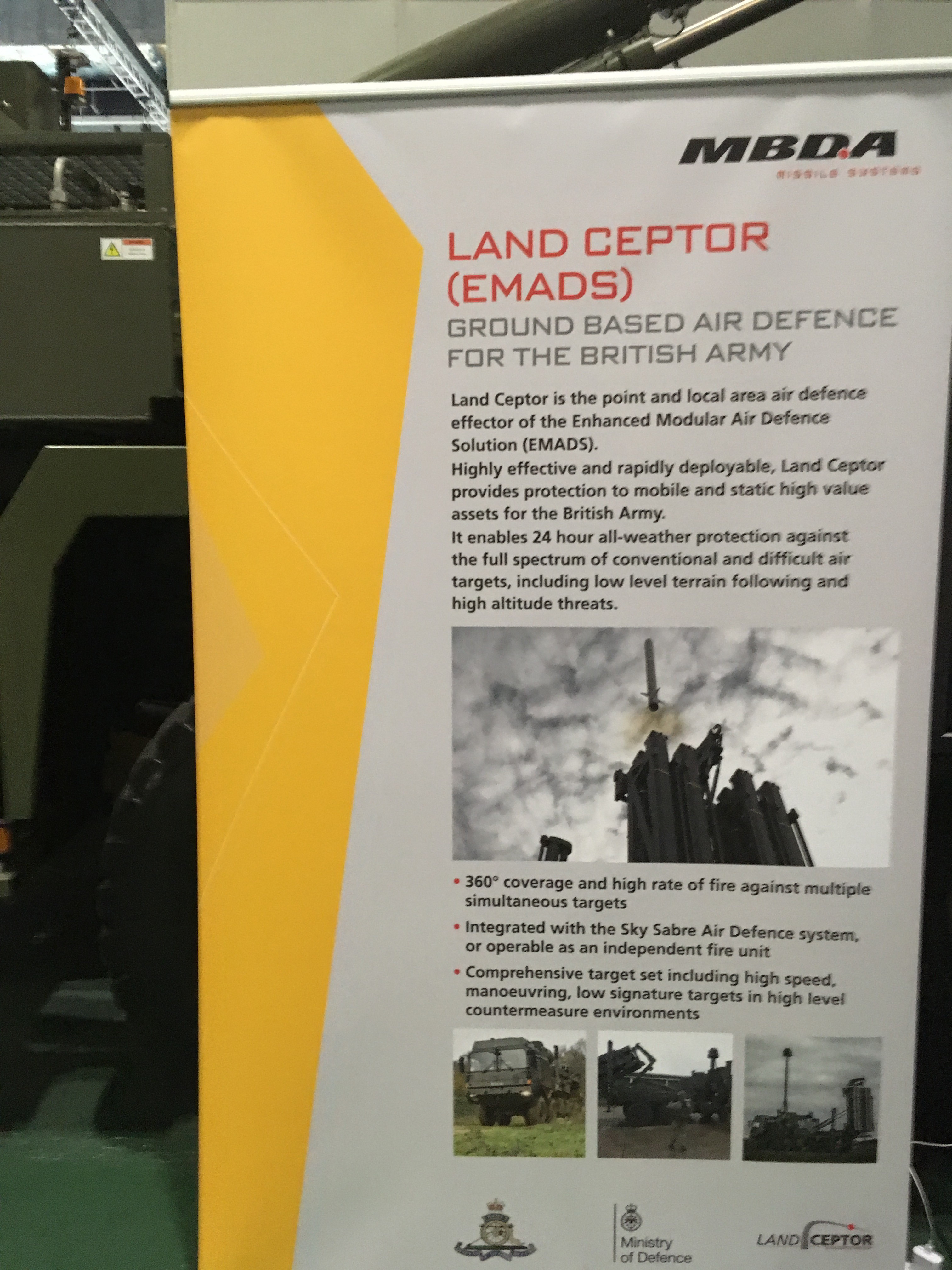
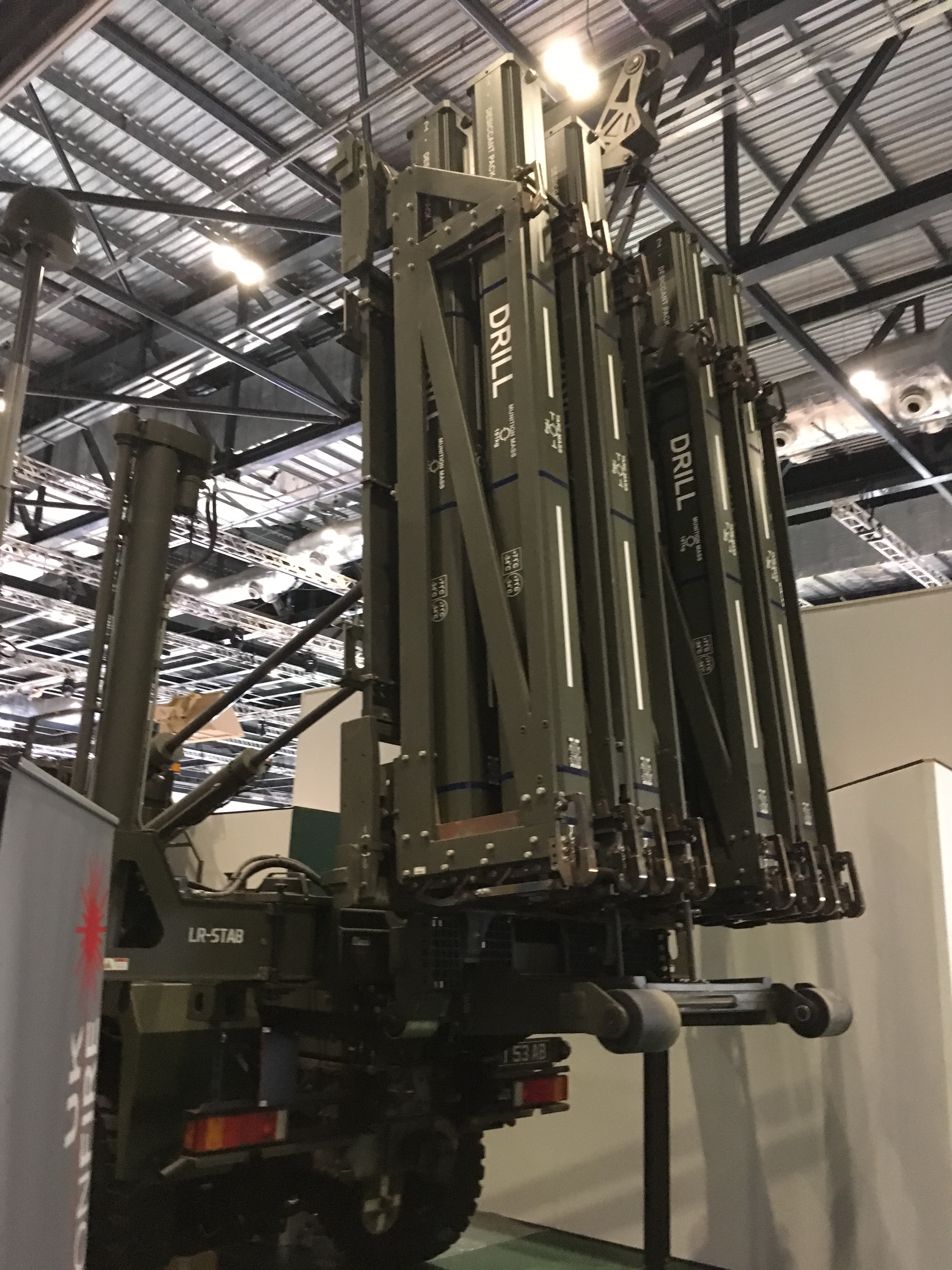
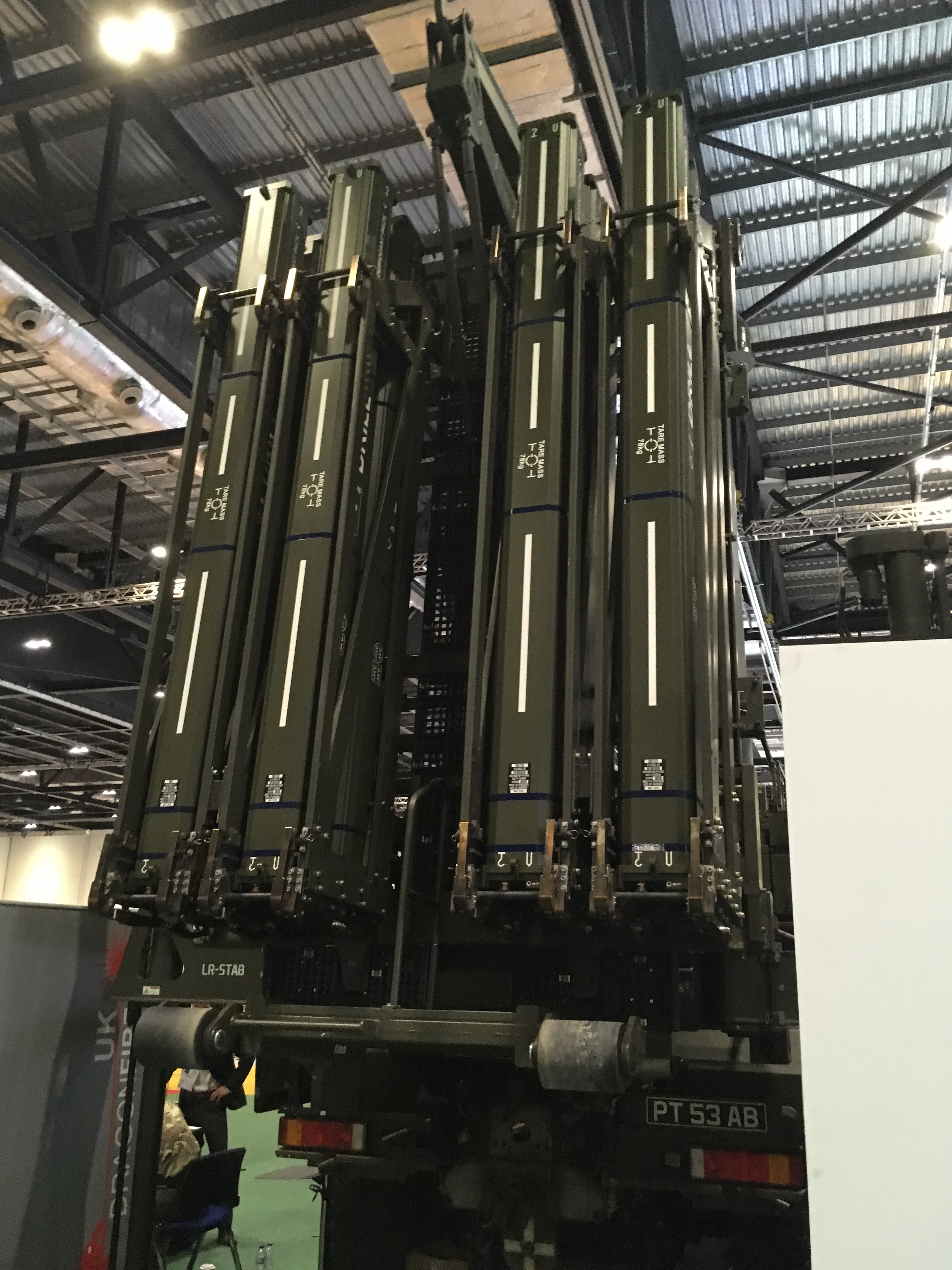
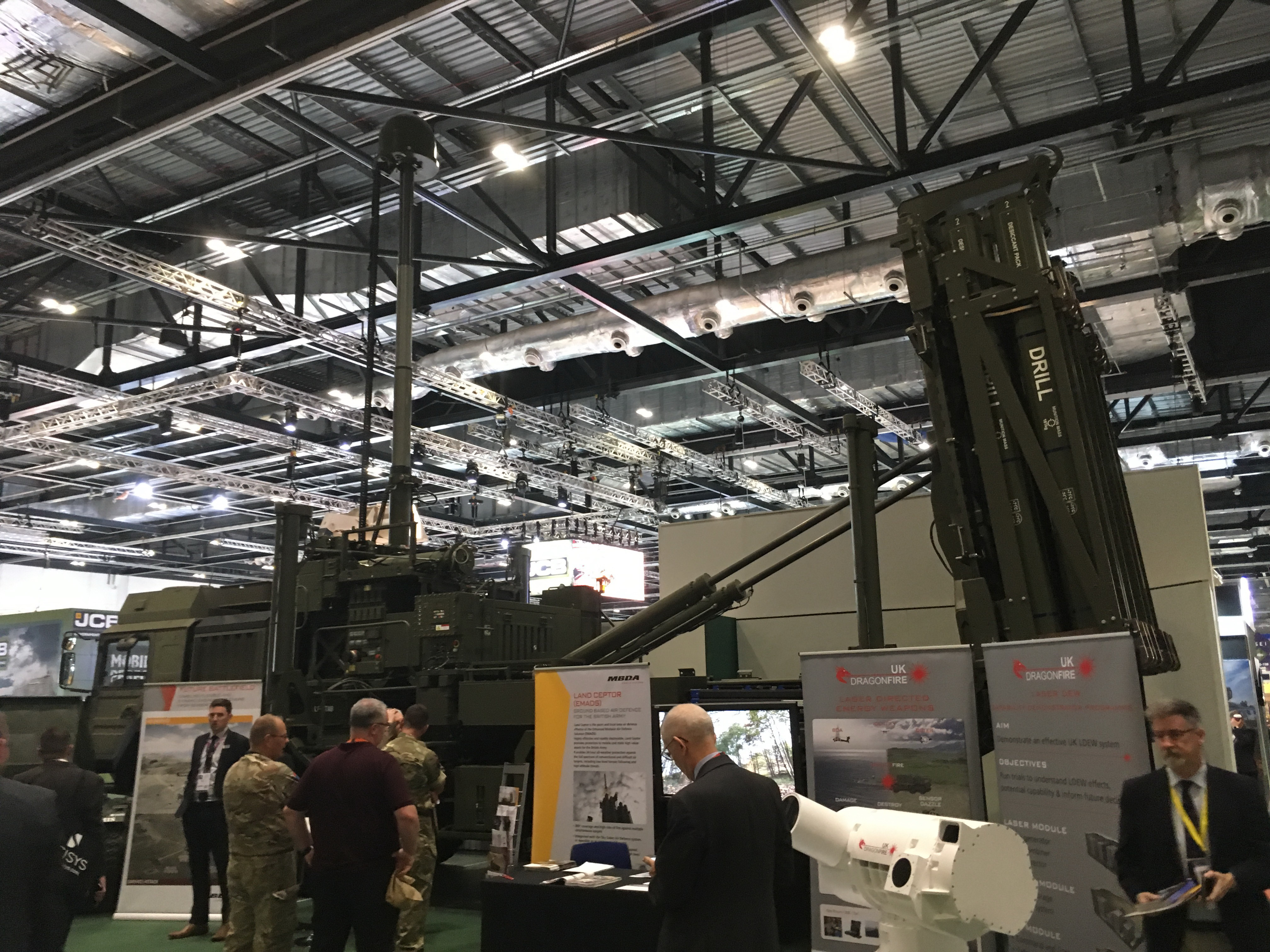
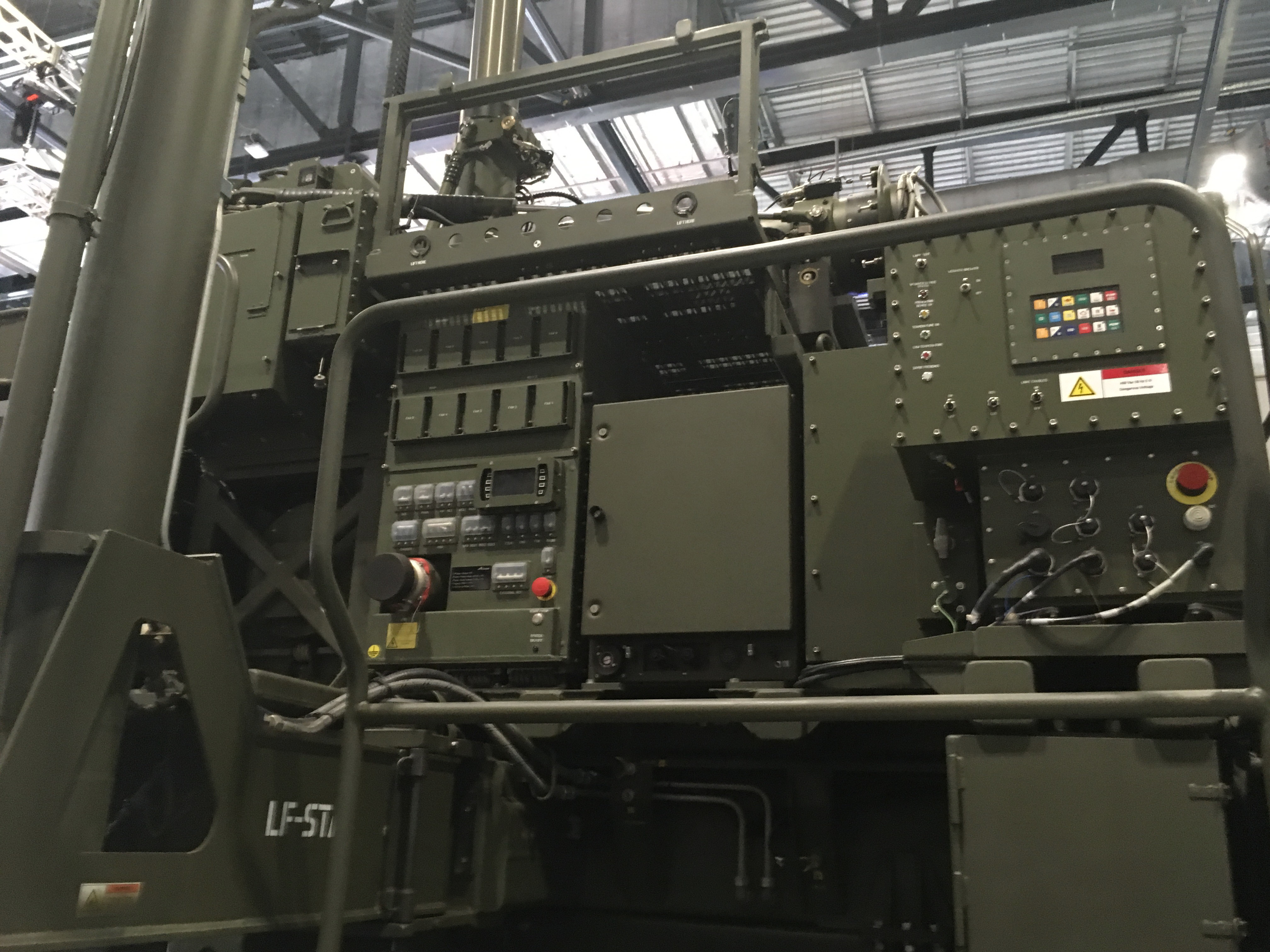
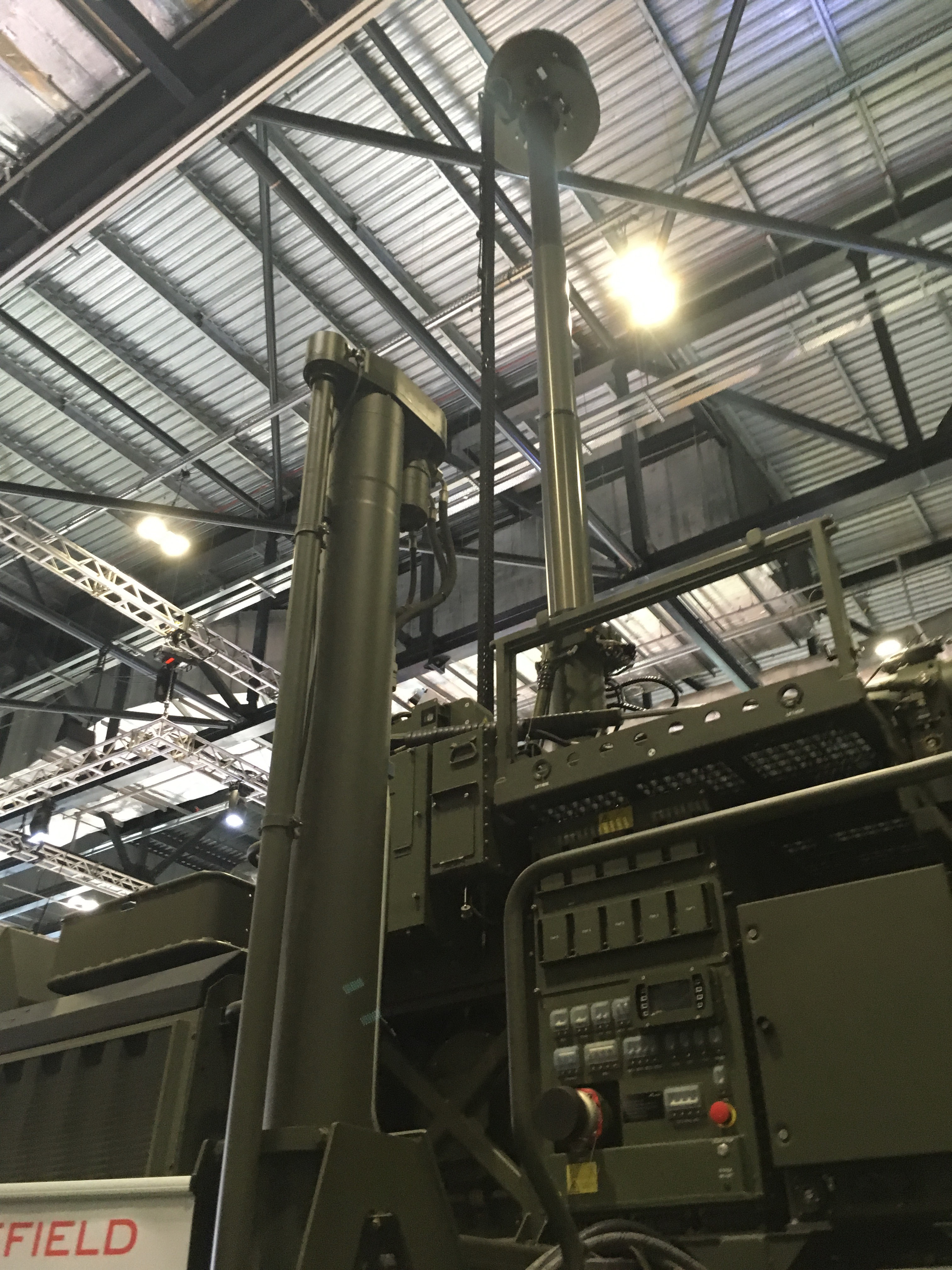
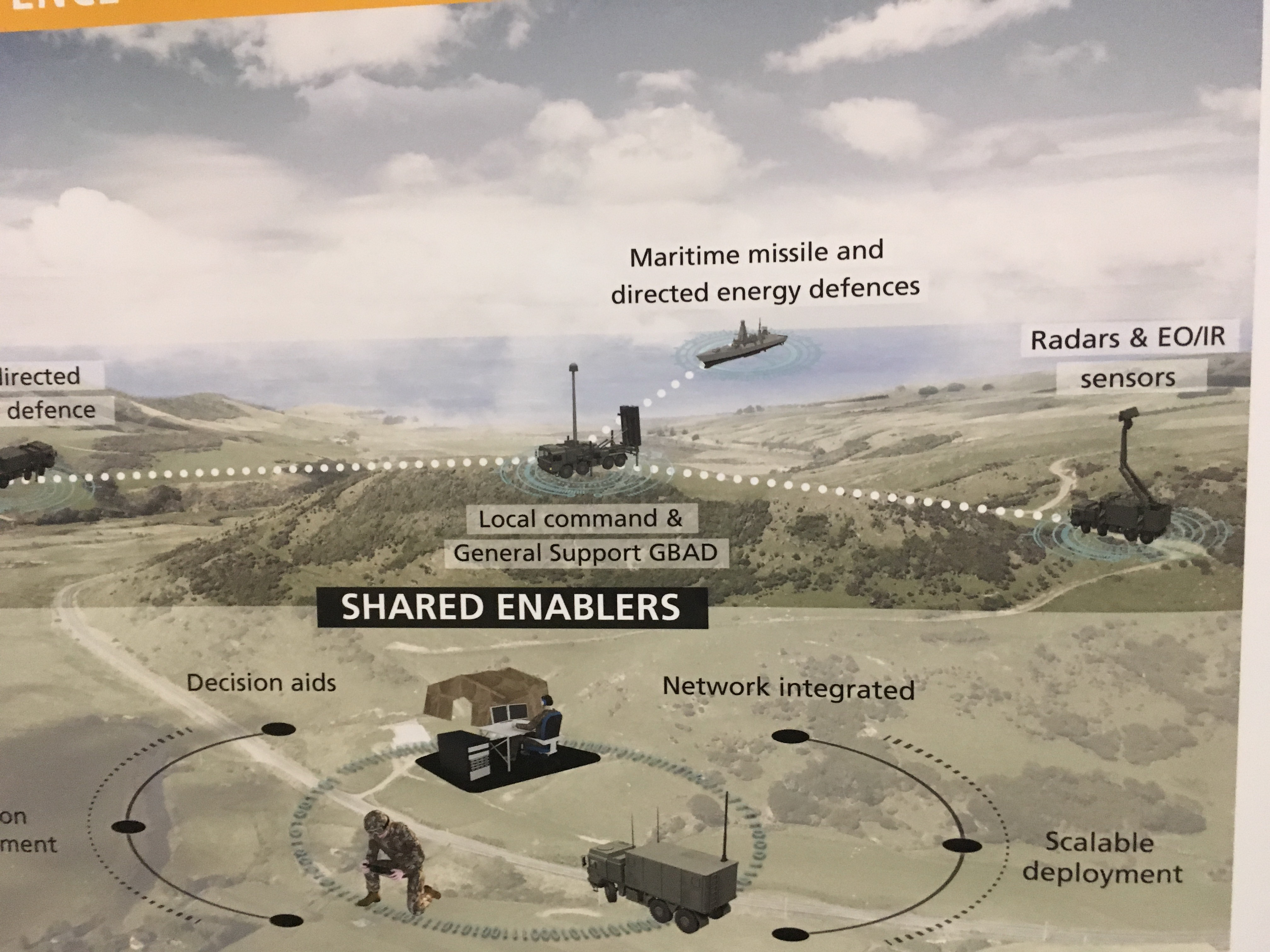

## Verbreitung
- Chile – Chilean Navy[14]
- Neuseeland – Royal New Zealand Navy[14]
- Schweden – Schwedische Marine[15]
- Vereinigtes Königreich – Royal Navy (Sea Ceptor) & British Army (Sky Sabre)